# Meadville, Pennsylvania
Meadville är administrativ huvudort i Crawford County i delstaten Pennsylvania i USA. Orten fick sitt namn efter bosättaren David Mead.

## Kända personer från Meadville
- Vicki Van Meter, flygare
- Sharon Stone , skådespelare